# Мунатсулуото
Мунатсулуо́то (рос. Мунатсулуото) — невеликий острів у Ладозькому озері, частина островів Хейнясенма Західного архіпелагу. Територіально належить до Лахденпохського району Карелії, Росія.